# Колли, Александр Андреевич
Александр (Юлиус) Андреевич Колли (1840—1916) — русский химик-органик. Педагог, профессор химии Московского императорского университета и Московского императорского высшего технического училища. Брат физика Роберта Андреевича Колли.

## Биография
Родился 16 (28) апреля 1840 года в семье купца 1-й гильдии, потомственного почётного гражданина, предки которой были выходцами из Шотландии и в первой половине XIX века перебрались в Москву. Представители этой семьи, помимо коммерции, принимали участие в благотворительных мероприятиях.
Окончил частное училище в Москве (1856) и физико-математический факультет Московского университета (1860). С 1864 года работал лаборантом в химической лаборатории Московского университета. В 1869 году защитил диссертацию на степень магистра химии «О виноградном сахаре». С 1874 года — приват-доцент аналитической химии (утверждён в должности в 1876 году) Московского университета. Одновременно с 1876 года был профессором и заведующим кафедрой органической и неорганической химии Московского технического училища. В 1903 году вышел в отставку. Читал также лекции по химии в Московском музее прикладных знаний.
В 1870 году он первым высказал предположение, что в молекуле глюкозы один из атомов кислорода связывает два атома углерода. В 1879 году он первым осуществил синтез дисахаридов из моносахаридов. Изучал процессы брожения сахаров.
В декабре 1893 — январе 1894 года на 9-м съезде естествоиспытателей и врачей профессор Александр Андреевич Колли выступил с докладом «Микроорганизмы с химической точки зрения», в котором был поставлен вопрос о передаче наследственных признаков малым числом молекул.
Умер 2 (15) октября 1916 года в Москве.
Его сын Владимир Александрович Колли (1864—1940) был главным врачом Морозовской больницы (1918—1922). Похоронен на Введенском кладбище города Москвы, в фамильной могиле на участке № 5.